# Октябрьское сельское поселение (Зеленодольский район)
Октябрьское се́льское поселе́ние — муниципальное образование в Зеленодольском районе Татарстана Российской Федерации.
Административный центр — посёлок Октябрьский.

## История
Статус и границы сельского поселения установлены Законом Республики Татарстан от 31 января 2005 года № 24-ЗРТ «Об установлении границ территорий и статусе муниципального образования „Зеленодольский муниципальный район“ и муниципальных образований в его составе».

## Население
| 2010  | 2011  | 2012  | 2013  | 2014  | 2015  | 2016  |
| ----- | ----- | ----- | ----- | ----- | ----- | ----- |
| 2884  | ↗2890 | ↗2927 | ↗2982 | ↗3109 | ↗3193 | ↗3238 |
| 2017  | 2018  |       |       |       |       |       |
| ↗3243 | ↗3267 |       |       |       |       |       |

## Состав сельского поселения
| № | Населённый пункт | Тип населённого пункта          | Население |
| - | ---------------- | ------------------------------- | --------- |
| 1 | Октябрьский      | посёлок, административный центр |           |
| 2 | Ореховка         | деревня                         |           |